# Willy Williams
Willy Williams, artiestennaam van Willy Verniers (Mechelen, 28 januari 1932) is een Belgische drummer en zanger. Ook zijn vader Jan Verniers was een gevierd zanger. Willy debuteerde op veertienjarige leeftijd in het Mechelse stadstheater. Hij scoorde begin van de jaren '60 hits met de singles "Bimba Bella", "Oh Carina" en "High in the misty sky". Zijn grootste hit "Bimba Bella" kwam ook uit in een Duitse en Italiaanse versie.